# 基督教民主人民黨
基督教民主人民黨（匈牙利語：Kereszténydemokrata Néppárt，缩写为KDNP）是匈牙利基督教民主主義政黨。基民黨雖與青年民主主義者聯盟－匈牙利公民聯盟合作，但並不認為是青民盟的聯合政府成員，而是其執政黨的一部分。

## 歷史
基督教民主人民黨成立於1944年。該黨是民間組織「天主教社會民俗運動」的分支。該黨一直到二戰結束後才取得合法地位。黨內分為兩大派系：世俗（左派）、基督教社會主義派系與保守教權主義派系。之後左派的影響力逐漸壯大。1945年，該黨更名為「民主人民黨」，保守派籌組新基督教民主人民黨，但在蘇聯的控制下未能取得合法地位，被視為一黨制下匈牙利工人黨的一部分。

## 重組
1989年，基督教民主人民黨重新成立，但過去與現在兩黨間的關聯存有爭議，或被認為新的基督教民主主義政黨。1990年的首次民主選舉後，與匈牙利民主論壇組成的聯合政府。
1998年起，該黨與青年民主主義者聯盟－匈牙利公民聯盟合作，參加聯合政府。此後，2002年該黨無法單獨取得5%的議席而進入國會，因此在2005年，兩黨簽署選舉合作協議。
2006年，兩黨聯盟得票率42%，拿下164席。獲得23席的基督教民主人民黨決定組成獨立的議會黨團，為議會第三大黨團。
該黨團與青年民主主義者聯盟密切合作，但實際上是同一個黨團，被視作青民盟的一部分。

## 議會選舉
| 年度 | 得票率 | 席次     | 票數      | 狀態   |
| ---- | ------ | -------- | --------- | ------ |
| 1945 | -      | -        | -         | -      |
| 1947 | 16.5%  | 60       | 824,259   | 反對黨 |
| —    | —      | —        | —         | —      |
| 1990 | 6.46%  | 21       | 317,183   | 執政黨 |
| 1994 | 7.03%  | 22       | 379,573   | 反對黨 |
| 1998 | 2.59%  | 0        | 116,065   | 議會外 |
| 2002 | 3.90%  | 0        | 219,029   | 議會外 |
| 2006 | 42.03% | 164 (23) | 2,272,979 | 反對黨 |
| 2010 | 52,73% | 263 (36) | 2,703,857 | 執政黨 |

備註：2002年選舉，該黨與中間黨共同競選。2006與2010年，該黨與青年民主主義者聯盟－匈牙利公民聯盟合作。該黨席次為括弧內數字。

## 來源
1. ↑  .   [2018-04-14]. （原始内容存档于2014-09-11）.
2. ↑  José Magone. . Routledge. 2010-08-26: 456–  [2013-07-19]. ISBN 978-0-203-84639-1. （原始内容存档于2019-07-29）.

## 外部連結
- 官方網站 （页面存档备份，存于）